# Geweld tegen journalisten in Mexico
Geweld tegen journalisten in Mexico is de afgelopen jaren enorm toegenomen en maakt Mexico een van de gevaarlijkste landen ter wereld voor journalisten. Het geweld bestaat onder andere uit intimidatie, bedreigingen, mishandeling, arbitraire gevangenschap, kidnapping en/of moord.
Geweld tegen journalisten is niet nieuw, maar Mexico kent een enorme toename sinds het begin van de Mexicaanse Drugsoorlog in 2006. Volgens het Committee to Protect Journalists (CJP) zijn er sindsdien 96 journalisten vermoord of verdwenen, waarvan voor 49 journalisten bevestigd is dat de motivatie voor de moord werkgerelateerd was. Hiermee eindigde Mexico in 2017 op de derde plek voor meest gevaarlijke landen voor journalisten, volgend alleen op conflictgebieden Irak en Syrië.
Criminele groeperingen worden ervan verdacht verantwoordelijk te zijn voor de moorden, aangezien de vermoorde journalisten voornamelijk berichtten over criminaliteit, corruptie en de politiek in door drugskartels-gedomineerde staten. Onduidelijkheid over de motivatie en de daders blijft echter voortbestaan doordat een aanzienlijk deel van de moorden niet wordt opgelost.
Het meeste geweld is gericht tegen lokale journalisten in de noordelijke deelstaten van Mexico grenzend aan de VS. In deze staten liggen de smokkelroutes en domineren de drugskartels. Daarnaast liggen ze verder van de hoofdstad Mexico-Stad. Hier worden de politieke kosten van het ombrengen van een journalist vaak te hoog geacht, doordat alle ambassades, overheidstakken en sociale en politieke groeperingen zich hier bevinden. Ook zijn de nieuwsorganisaties in de noordelijke staten vaak kleiner en beschikken ze over minder middelen om hun werknemers te beschermen.
De toename in geweld tegen journalisten, de aanhoudende straffeloosheid en de sociale en politieke onwil om in te grijpen heeft tot een dusdanig gevaarlijke situatie geleid dat veel journalisten geforceerd stoppen met hun werk of een zelf-censuur opleggen. De "watchdog" functie die de journalistiek vervult raakt hierdoor in het geding. Een taak van de journalistiek om de overheid te controleren die van groot belang is voor de samenleving, vooral in fragiele democratieën. Mexicaanse staatsambtenaren wijzen op getroffen maatregelen, zoals het staatsprogramma "The Mechanism for the Protection of Human Rights Defenders and Journalists", waarin journalisten worden bijgestaan door middel van home-surveillance, "panic-buttons" en soms lijfwachten. Journalisten binnen het programma noemen de maatregels echter ontoereikend voor het gevaar van de situatie waarin ze zich bevinden. Journalist Candido Rios, sinds 2013 onder bescherming van het programma, werd op 22 augustus 2017 neergeschoten.